# نظرية تكون القمر
تسعى نظرية تكون القمر إلى حساب حركات القمر. هناك العديد من الاختلافات الصغيرة (أو الاضطرابات) في حركة القمر، وقد بُذلت محاولات عديدة لحسابها. وبعد قرون من اعتبار حركته غير قابلة للحساب، أُجريت حديثًا نمذجة عالية الدقة لحركة القمر.
تتضمن نظرية تكون القمر:
- الخلفية العامة للنظرية، وتتضمن التقنيات الرياضية المستخدمة لتحليل حركة القمر وصياغة المعادلات وخوارزميات التنبؤ بحركاته.
- المعادلات والخوارزميات والمخططات الهندسية الكمّية التي يمكن استخدامها لحساب موقع القمر لفترة زمنية معينة، غالبًا بمساعدة جداول الخوارزميات.

يعود تاريخ نظرية تكون القمر إلى أكثر من 2000 سنة من الأبحاث. وقد استُخدمت التطورات الحديثة على مدى القرون الثلاثة الماضية لأغراض علمية وتكنولوجية أساسية، وما تزال تُستخدم بهذه الطريقة.

## تطبيقات نظرية تكون القمر
تتضمن تطبيقات نظرية تكون القمر ما يلي:
- في القرن الثامن عشر، استُخدمت المقارنة بين نظرية تكون القمر ومراقبته لاختبار قانون الجذب العام لنيوتن بفعل حركة القمر البعيد.
- في القرنين الثامن عشر والتاسع عشر، استُخدمت الجداول الملاحية الموضوعة على أساس نظرية تكون القمر في التقويم البحري لتحديد خط الطول باستخدام طريقة المسافات القمرية.
- في أوائل القرن العشرين، استُخدمت المقارنة بين نظرية تكون القمر ومراقبته في اختبار آخر لقانون الجذب العام لاختبار واستبعاد اقتراح سايمون نيوكومب بأن التناقض المعروف في حركة الشذوذ الشمسي يمكن تفسيره من خلال التعديل الكسري للأس -2 في قانون الجذب العام لنيوتن. (فُسر التناقض لاحقًا بنجاح من خلال النظرية النسبية العامة).[1]
- في أواسط القرن العشرين، وقبل ظهور الساعات الذرية، استُخدمت نظرية تكون القمر إلى جانب مراقبته لتنفيذ مقياس الزمن الفلكي (زمن التقويم الفلكي) الخال من شذوذ الزمن الشمسي الوسطي.
- في أواخر القرن العشرين وأوائل الحادي والعشرين، استُخدمت التطورات الحديثة لنظرية تكون القمر في سلسلة من النماذج الفلكية للنظام الشمسي في مختبر تطوير الدفع النفاث، إلى جانب الملاحظات عالية الدقة لاختبار دقة العلاقات الفيزيائية المرتبطة بالنظرية النسبية العامة، والتي تتضمن مبدأ التكافؤ القوي والجاذبية النسبية والتسارع الجيوديزي واستقرار ثابت الجاذبية.[1]

## نبذة تاريخية
روقب القمر منذ آلاف السنين. وعلى مر هذه العصور، ظهرت مستويات مختلفة من الاهتمام والدقة حسب تقنيات المراقبة المتوفرة في كل عصر. هناك تاريخ طويل مماثل لنظريات تكون القمر يمتد من زمن الفلكيين البابليين واليونانيين وصولاً إلى القياسات الحديثة بالليزر.

## العصور القديمة وصولًا لعصر نيوتن

### العصر البابلي
لم يكن لدى مؤرخي العلوم أي معلومات حول علم الفلك البابلي من الناحية العملية قبل ثمانينيات القرن التاسع عشر. ذكرت كتابات بلينيوس الأكبر القديمة ثلاث مدارس فلكية في بلاد ما بين النهرين، وهي في بابل وأوروك و«هيبارينوم» (ربما «سيبار»). لكن المعرفة الحديثة المفصلة بدأت فقط عندما فك جوزيف إيبينغ رموز النصوص المسمارية على ألواح طينية من أرشيف بابلي: تعرّف في هذه النصوص على التقويم الفلكي لمواقع القمر. ومنذ ذلك الحين، كان لا بد من بناء المعرفة المتبعثرة بالموضوع من خلال التحليل الدؤوب للنصوص المشفرة على ألواح من بابل وأوروك وإخراجها بصيغة عددية (لم يُعثر على أي أثر حتى الآن من المدرسة الثالثة المذكورة من قبل بلينيوس).
نُسب إلى العالم الفلكي البابلي «كيدنو» (في القرن الخامس أو الرابع قبل الميلاد) اختراع ما يسمى الآن «النظام ب» للتنبؤ بمواقع القمر، إذ يأخذ بعين الاعتبار أن سرعة القمر تتغير باستمرار على طول مساره بالنسبة لخلفية النجوم الثابتة. تضمن هذا النظام حساب التغيرات التدريجية اليومية لسرعة القمر المتزايدة أو المتناقصة بشكل تقريبي كل شهر. إن أساس هذه الأنظمة هو حسابي لا هندسي، لكنهم كانوا يفسرون التباين القمري الرئيسي المعروف الآن باسم معادلة المركز.
احتفظ البابليون بسجلات دقيقة للغاية لمئات السنين للأقمار والكسوفات الجديدة. في وقت ما بين عامي 500 و400 قبل الميلاد صاغوا العلاقة الدورية المستمرة لفترة 19 عام بين الأشهر القمرية والسنوات الشمسية، المعروفة الآن باسم الدورة الميتونية، وبدؤوا باستخدامها.
وقد ساعدهم ذلك على بناء نظرية عددية للشذوذ الرئيسي في حركة القمر إذ وصلوا إلى تقديرات جيدة بشكل ملحوظ للفترات المختلفة لأهم ثلاث سمات لحركة القمر وهي:
- الشهر السينودسي، أي الفترة المتوسطة لمراحل القمر. يسمى الآن «النظام ب» وهو يحسب الشهر السينودسي على أنه 29 يومًا و(نظام العد الستيني) 3, 11; 0,50 «درجة زمنية». كل درجة زمنية هي درجة واحدة من الحركة الظاهرية للنجوم أو ما يعادل 4 دقائق، والقيم الستينية بعد الفاصلة المنقوطة هي كسور الدرجة الزمنية. يصبح الرقم 29.530594 يوم = 29d 12h 44m 3.33s،[8] إذ يقارن مع القيمة الحديثة (في يناير من عام 1900) وهي 29.530589 يوم أو 29d 12h 44m 2.9s . استُخدمت هذه القيمة نفسها من قبل هيبارخوس وبطليموس، وظل استخدامها طوال فترة العصور الوسطى، وما تزال تشكل أساس التقويم العبري.[9]
- متوسط السرعة القمرية بالنسبة للنجوم والتي قدرت بـ 13° 10′ 35″ باليوم، ما يعطي شهرًا مكافئًا يبلغ 27.321598 يوم تقارن مع القيم الحديثة البالغة 13° 10′ 35.0275″ و27.321582 يوم.[10]
- قدّر البابليون الشهر الشاذ، أي الفترة الوسطية لتسارع القمر وتباطؤه بشكل تقريبي في معدل حركته بعكس النجوم، بـ27.5545833 يوم، والقيمة الحديثة هي 27.554551 يومًا.[11]
- أُشير إلى الشهر الوحشي، أي الفترة الوسطية التي ينحرف بها مسار القمر الذي يتجه بعكس النجوم إلى الشمال ثم إلى الجنوب في خط عرض مدار الشمس الظاهري بالمقارنة مع مسار الشمس الظاهري، بعدد من العوامل المختلفة المؤدية إلى تقديرات مختلفة، على سبيل المثال 27.212204 يومًإذ تقارن مع القيمة الحديثة البالغة 27.212221 يوم، ولكن وضع البابليون علاقة عددية بأن 5458 شهرًا سينودسيًا تساوي 5923 شهرًا وحشيًا، والتي عند مقارنتها مع قيمتها الدقيقة للشهر السينوديسي تعطي عمليًا القيمة الفعلية الحديثة للشهر الوحشي.[12]

اعتُمد التقدير البابلي للشهر السينودسي لأكثر من ألفي سنة من قِبل هيبارخوس وبطليموس وكتّاب العصور الوسطى (وما زال قيد الاستخدام كجزء من أساس التقويم العبري اليهودي المحسوب).

### عصر الإغريق ومصر الهلنستية
بعد ذلك، ظهرت النظريات القمرية من خيباريوس وبطليموس في عصري بطليموس وبيثيونيان وصولًا إلى عصر نيوتن في القرن السابع عشر بشكل أساسي بمساعدة الأفكار الهندسية المستوحاة بشكل أو بآخر من سلسلة طويلة من المراقبات لمواقع القمر. من أبرز هذه النظريات القمرية الهندسية مجموعة الحركات الدائرية وتطبيقات لنظرية أفلاك التدوير.

#### عصر خيباريوس
افترض خيباريوس، الذي فُقدت أعماله في الغالب ويعرف فقط من خلال اقتباسات يستخدمها مؤلفون آخرون، أن القمر يدور بمدار مائل بمقدار 5 درجات عن مدار الشمس مرة واحدة كل  سنة في اتجاه عكسي (أي عكس اتجاه الحركات الظاهرة السنوية والشهرية للشمس والقمر بالنسبة للنجوم الثابتة). الدائرة بمثابة مسلك تحمل فلك التدوير الذي من المفترض أن يتحرك القمر فيه باتجاه عكسي. يتحرك مركز فلك التدوير بمعدل يقابل التغير المتوسط في خط طول القمر، في حين تكون فترة دوران القمر حول المركز شهرًا شاذًا. قدم فلك التدوير لما يُعرف لاحقًا باسم عدم المساواة الإهليلجية، معادلةَ المركز، وحجمه تقريبًا لمعادلة المركز الذي يبلغ نحو 5° 1′. هذا الرقم أصغر بكثير من القيمة الحديثة: ولكنه يقترب من الفرق بين المعامِلات الحديثة لمعادلة المركز (الشرط الأول) ومعادلة «إيفيكشن»، التي تنص على أن هذا الفرق يُعزى إلى حقيقة أن القياسات القديمة كانت مأخوذة في أوقات الكسوف، وكان تأثير معادلة «إيفيكشن» (الذي يختفي من معادلة المركز في ظل هذه الظروف) في ذلك الوقت غير معروف ومهمل.